# Волкова, Инна Юрьевна
Инна Юрьевна Волкова (род. 6 мая 1970, Электросталь, Московская область) — российский политический и общественный деятель, член партии «Единая Россия», глава городского округа Электросталь Московской области.
Училась в средней школе № 19. Окончила Московский государственный институт сталей и сплавов по специальности «Менеджмент организации».
С 2005 года работала в администрации городского округа Электросталь, где занимала должности заместителя председателя комитета имущественных отношений и заместителя главы администрации. С 3 июня 2020 года исполняла полномочия главы городского округа, 8 декабря вступила в должность. Также является секретарём местного отделения партии «Единая Россия».